# Limay (Yvelines)
Limay ist eine französische Gemeinde mit 17.584 Einwohnern (Stand: 1. Januar 2022) im Département Yvelines in der Region Île-de-France. Sie gehört zum Arrondissement Mantes-la-Jolie und ist der Hauptort (chef-lieu) des gleichnamigen Kantons Limay. Die Einwohner nennen sich Limayens.

## Geografie
Die Stadt liegt 53 Kilometer westlich von Paris. Ein großer Teil von Limay ist Teil des regionalen Naturparks Vexin français. Die Gemeinde grenzt an Guitrancourt im Nordosten, Porcheville im Osten, Guerville und Mantes-la-Ville im Süden, Mantes-la-Jolie im Südwesten, Foullainville-Dennemont im Westen und Fontenay-Saint-Père im Norden.

## Geschichte
Das Gemeindegebiet zeigt prähistorische Siedlungsspuren auf. Während der Zeit der römischen Eroberung war es der Stamm der Veliocasses, einem Unterstamm der Belger.
1376 gründete Karl V. von Frankreich hier ein Kloster der Coelestiner. 1614 ließ Maria de’ Medici hier einen Kapuzinerkonvent errichten.

## Sehenswürdigkeiten
Siehe auch: Liste der Monuments historiques in Limay (Yvelines)
- Romanische Kirche Saint-Aubin, ursprünglich um 1156 errichtet, restauriert 1906, seit 1944 Monument historique,
- Alte Brücke von Limay über die Seine aus dem 11. Jahrhundert, rekonstruiert 1613, seit Juni 1923 Monument historique.

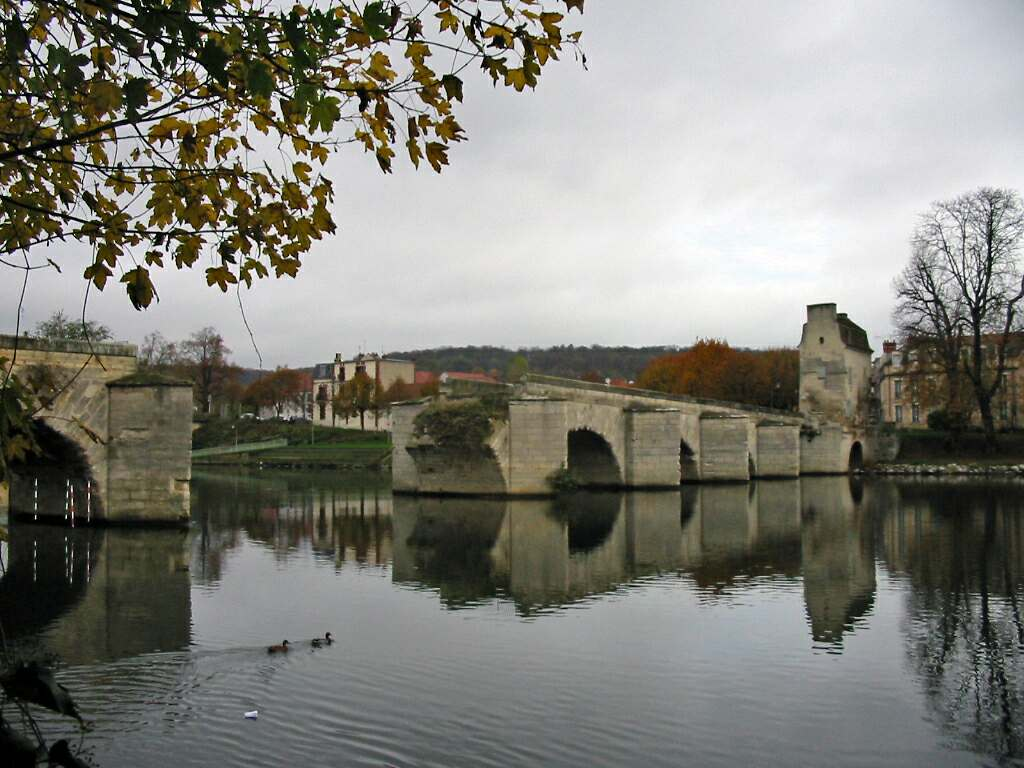
Brücke über den Altarm der Seine

## Persönlichkeiten
- Ernest Chausson (1855–1899), Komponist